# Cars Hiss by my Window
«Cars Hiss by My Window» ("Los Autos Silban Por Mi Ventana" en español) es una canción del grupo de rock estadounidense The Doors, tomada de su álbum L.A. Woman. El estilo de la canción es el habitual del blues y lo marca el sonido de la guitarra de Robby Krieger. Evoca una sensación de melancolía, y el cantante Jim Morrison muestra los sentimientos que le asaltan sobre la vida. La canción culmina con lo que muchos piensan que es un solo de guitarra, cuando en realidad es el mismo Jim Morrison haciendo todo lo posible por imitar con la voz el sonido de una.
- Datos: Q8341389